# Ludwig Svennerstål
Sven Ludwig Svennerstål, född 24 augusti 1990 i Stockholm, är en svensk ryttare som tävlar i fälttävlan. Han deltog i olympiska spelen i London 2012 med hästen Shamwari 4, där de slutade på 20:e plats i den individuella tävlingen och på en 4:e plats i lagtävlingen. 2013 startade han för första gången i världens mest prestigefyllda fälttävlan Badminton Horse Trials med hästen Alexander IV, men valde att inte komma till start i den avslutande banhoppningen då hästen hade ådragit sig en hälta under terrängprovet.Svennerstål slutade på en 9:e placering i Burghley Horse Trials med King Bob. År 2014 i badminton horse trails slutade han 8:a med hästen Alexander IV. Han vann ERA Rising Star Award 2013 vid det Brittiska Ryttarförbundets årliga bal.

## Hästar
- Alexander IV  (Valack född 2003), SWB, e. New balance u. Carinette ue. Herkules Uppfödare: Nils Larsson Ägare: Svennerstål & Partners AB
- King Bob (född 1999), Ägare: Håkan Svennerstål AB

### Tidigare
- Shamwari 4 (Valack född 2002), , Hannoveranare e. Star Regent xx u. Donnice ue. Der Clou Uppfödare: Gita Zühlsdorf. Såld till Boyd Martin.